# 2000EXPRESS
「2000EXPRESS」（トゥーオーオーオーエクスプレス）は、下川みくにの3rdシングル。1999年10月20日にポニーキャニオンより発売された。

## 概要
- 広瀬香美プロデュースの第3弾シングルである。
- 表題曲は、ブルボン「ミルネージュ」のテレビCM。前作「If 〜もしも願いが叶うなら〜」から引き続き起用された。

## 収録曲
全曲 作詞・作曲：広瀬香美 / 編曲：井上ヨシマサ
1. 2000EXPRESS [5:32]
2. たぶんオーライ [4:52]
3. 2000EXPRESS（original karaoke）